# Gmina Iwanowice
Die Gmina Iwanowice ist eine Landgemeinde im Powiat Krakowski der Woiwodschaft Kleinpolen in Polen. Ihr Sitz ist das Dorf Iwanowice Włościańskie (bis 1999 Iwanowice) mit 540 Einwohnern (2006).

## Gliederung
Zur Landgemeinde (gmina wiejska) Iwanowice gehören folgende Dörfer:
Biskupice
Celiny
Damice
Domiarki
Grzegorzowice Małe
Grzegorzowice Wielkie
Iwanowice Dworskie
Iwanowice Włościańskie
Krasieniec Stary
Krasieniec Zakupny
Lesieniec
Maszków
Narama
Poskwitów Nowy
Stary Poskwitów
Przestańsko
Sieciechowice
Sułkowice
Widoma
Władysław
Zagaje
Zalesie
Żerkowice